# 宜蘭縣羅東鎮羅東國民小學
宜蘭縣羅東鎮羅東國民小學，簡稱羅東國小，是位於宜蘭縣羅東鎮民族路頭（現為側門口）的公立國民小學，創立於1898年，為宜蘭縣的百年老校之一。
羅東國小北側邊界頗為曲折，昔日為南門圳，現已加蓋並拓寛成為清潭路，:71-72新的正門設在該路邊。

## 歷史
羅東國小前身為宜蘭國語傳習所羅東分教場，創立於1898年（明治31年）6月1日，校址初期設於大眾廟（今羅東城隍廟），於廟前兩邊（今開羅派出所和羅東農會）搭建茅草屋上課。:746同年10月1日，改制為羅東公學校。其後十六份庄（今羅莊里）富紳張能旺裔孫捐獻土地以供建校。:7461907年（明治40年）1月1日，遷至位於現址的新校舍。校址北側當時為南門圳，其後已加蓋並拓寛成為清潭路。:71-72
- 1909年（明治42年）4月1日，設立冬瓜山分校（今冬山國小）。
- 1910年（明治43年）4月1日，設立叭哩沙分校（今三星國小)。
- 1911年（明治44年）4月1日，設立五結分校（今五結國小)。
- 1914年（大正3年）4月1日，設立順安分校（今冬山鄉順安國小)。1918年（大正7年）4月1日，設立武淵分校（今冬山鄉武淵國小)。1921年（大正10）4月1日，分離設立羅東女子公學校（今羅東鎮成功國小）。[1]
- 1941年（昭和16年）4月1日，改制並更名為明治國民學校。[6]
- 1945年11月鄭泰乾擔任第十五任，光復後首任校長。
- 1946年（民國35年）3月1日，改名為羅東第一國民學校。
- 1946年（民國35年）10月11日，改名為台北縣羅東區羅東國民學校。1950年（民國39年）1月隨著宜蘭縣設治，改名為宜蘭縣羅東鎮羅東國民學校。
- 1968年（民國57年）8月1日因實施九年國民義務教育，改名為宜蘭縣羅東鎮羅東國民小學以迄於今。[1]

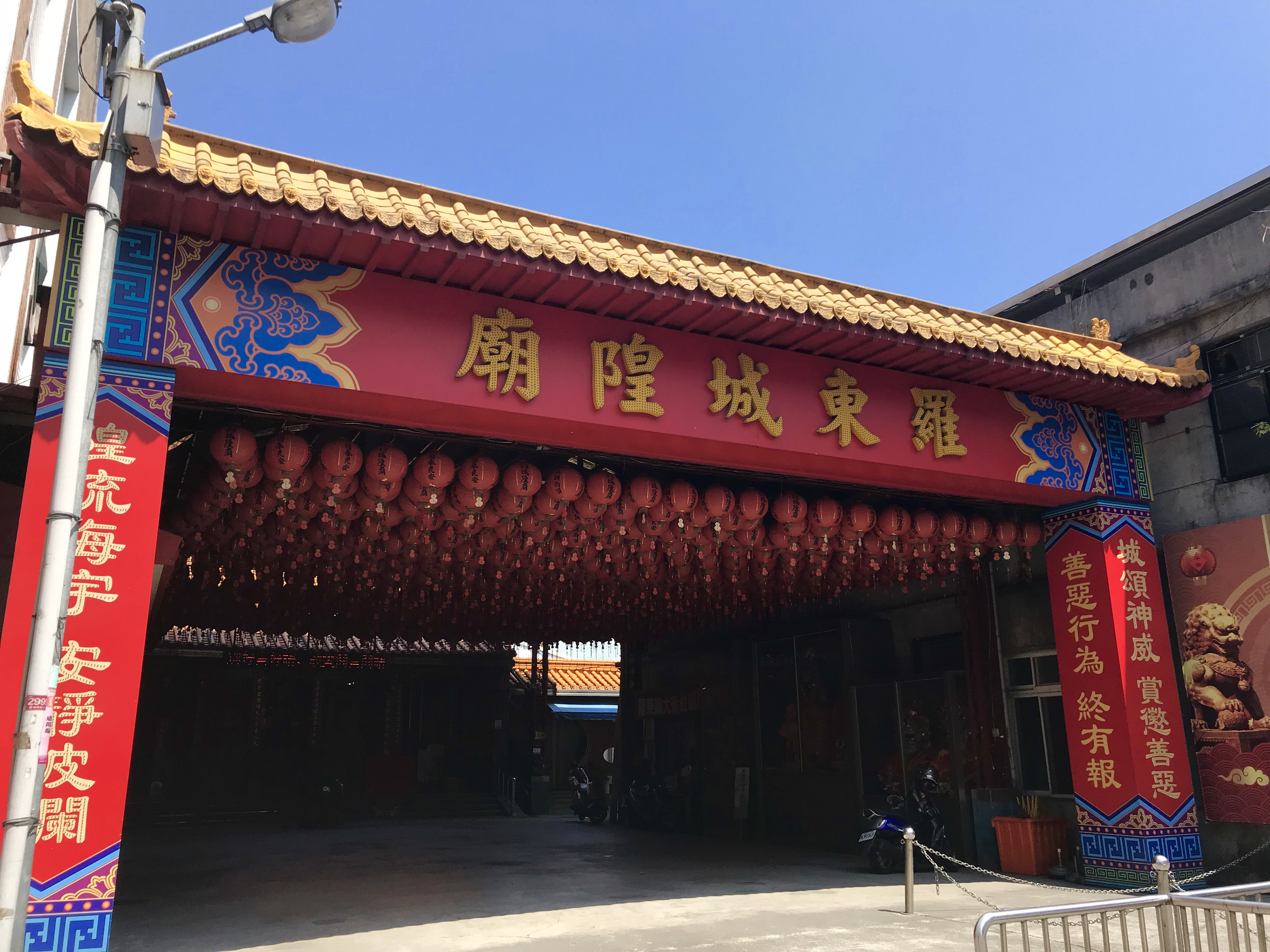
羅東城隍廟，羅東國小之舊址於此。

- 羅東城隍廟，羅東國小之舊址於此。1976年（民國65年）興建羅東少年科學中心、天象館、兒童社區圖書館。
- 1984年（民國73年）科學館落成。
- 1979年（民國68年）黃宗賢老師發起組織排球隊，排球隊成立，並且奪得佳績。
- 1998年（民國87年）建立慈暉雕塑，百周年紀念。
- 1999年（民國88年）百齡樓落成、樹人館落成
- 2004年（民國93年）迎曦樓落成
- 2007年（民國96年）羅東國小與東京目黑區的烏森小學締結為姊妹校。
- 2013年（民國102年）制定新羅東國小校服 （页面存档备份，存于），使用投票方式，由2號當選為新校服款式。
- 2019年（民國108年）羅東國小締結姊妹校的Ronnaskolan School in Södertälje kommun,Swede校長Dr.Henrik Ljungqvist藉著參加中小學校長課程領導國際學術研討會的機會，特地到宜蘭拜會羅東國小校長賴尚義，並與羅東國小小朋友進行交流

- 2020年暑假，校方改建操場，跑道採用藍色系PU材質，球場採用黃色、咖啡色、橘色等多種色調的壓克力材質，遠觀有如調色盤，成為「夢幻操場」，吸引民眾打卡朝聖。[7]

## 歷任校長

### 日治時期
日治時期歷任校長如下：
- 林賢次(治)郎：1898年-1899年
- 津布子金十郎：1900年
- 森榮：1901年
- 吉津邦嘉(喜)：1902年-1907年
- 村岡賤夫：1908年-1914年
- 折井清登：1915年-1919年
- 戶田清市：1920年-1924年
- 谷垣藤三郎：1925年
- 田淳吉：1926年
- 青木長八：1927年-1931年
- 岡準一郎：1932年
- 指宿市二：1933年-1936年
- 矢野勝次：1937年-1939年
- 平岡廣吉：1940年
- 內山芳忠：1941年-1944年

### 民國時期
民國時期歷任校長如下：:422
- 鄭泰乾：1945年11月30日－1947年10月13日
- 林其祥：1947年10月13日－1966年10月22日
- 韓火土：1966年10月22日－1967年1月1日
- 徐萬得（代理校長）：1967年1月1日－1969年6月15日
- 楊德旺：1969年6月15日－1982年8月2日
- 徐萬得：1982年8月2日－1988年2月1日
- 邱阿塗（代理校長）：1988年2月1日－1988年8月16日
- 藍祥雲：1988年8月16日－1997年8月23日
- 康豐裕：1997年8月23日－
- 李如玉：2003年
- 簡信斌：2004年－2009年（現宜蘭縣政府教育處長）
- 劉珀伶：2010年－2018年7月30日
- 賴尚義：2018年7月30日－2024年8月2日（現北成國小校長）
- 江立強：2024年8月2日－現任

## 學區
羅東國小學區包括開明里、東安里（28鄰除外）、羅莊里、大新里（19鄰除外）、南昌里（6、7、13 鄰除外）、新群里 1、2、9～13、17 鄰。羅東鎮東安里28鄰為羅東國小與公正國小共同學區，羅東鎮南昌里6、7、13鄰為成功國小與羅東國小共同學區。

## 知名校友
知名校友有：
- 柳信美：撞球國手
- 黃春明：鄉土作家
- 林芳郁：前行政院衛生署署長、臺北榮民總醫院院長，現任亞東紀念醫院院長
- 張建邦：前淡江大學校長、交通部部長
- 方素珍：兒童繪本作家
- 林美秀：演員

## 外部連結
- 羅小官方網站（页面存档备份，存于）
- 宜蘭縣羅東國小粉絲團